# 2194 Arpola
2194 Arpola è un asteroide della fascia principale. Scoperto nel 1940, presenta un'orbita caratterizzata da un semiasse maggiore pari a 2,3276254 UA e da un'eccentricità di 0,0410932, inclinata di 8,53401° rispetto all'eclittica.